# Liste der deutschen Botschafter in Dänemark
Seit 1656 wurden preußische Gesandte nach Kopenhagen bestellt, seit 1868 solche des Norddeutschen Bundes. Seit 1871 bestellte das Deutsche Reich Gesandte nach Kopenhagen. Während der Besetzung durch das Deutsche Reich 1940–1945 wurden diese durch Reichsbevollmächtigte ersetzt. Im Januar 1951 wurde in Kopenhagen ein Generalkonsulat der Bundesrepublik Deutschland eingerichtet, das im Juni 1951 in eine Botschaft umgewandelt wurde.

## Missionschefs

### Gesandte des Deutschen Reichs
| Name                                                  | Bild                                    | Amtszeit          | Anmerkungen |
| / Deutsches Reich                                     | / Deutsches Reich                       | / Deutsches Reich | / Deutsches Reich |
| ----------------------------------------------------- | --------------------------------------- | ----------------- | --- |
| Tassilo von Heydebrand und der Lasa (* 1818; † 1899)  |                                         | 1865–1878         | Seit 1865 preußischer Gesandter, seit 1868 auch Gesandter des Norddeutschen Bundes, seit 1871 Gesandter des Deutschen Reichs |
| Anton Freiherr von Magnus (* 1821; † 1882)            |                                         | 1878–1881         | |
| Maximilian von Philipsborn (* 1815; † 1885)           |                                         | 1881–1885         | |
| Ferdinand Eduard Freiherr von Stumm (* 1843; † 1925)  |                                         | 1885–1887         | |
| Egon von den Brincken                                 |                                         | 1887–1895         | |
| Alfred von Kiderlen-Waechter (* 1852; † 1912)         |                                         | 1895–1899         | |
| Wilhelm Eduard Freiherr von Schoen (* 1851; † 1933)   |                                         | 1900–1904         | |
| Hartmann von Richthofen (* 1878; † 1953)              |                                         | 1904–1906         | |
| Viktor Graf Henckel von Donnersmarck (* 1854; † 1916) |                                         | 1906–1910         | |
| Julius von Waldthausen (* 1858; † 1935)               |                                         | 1910–1912         | |
| Ulrich von Brockdorff-Rantzau (* 1869; † 1928)        |                                         | 1912–1918         | |
| Konstantin Freiherr von Neurath (* 1873; † 1956)      |                                         | 1919–1922         | |
| Frédéric von Rosenberg (* 1874; † 1937)               |                                         | 1922              | |
| Gerhard von Mutius (* 1872; † 1934)                   |                                         | 1923–1926         | |
| Ulrich von Hassell (* 1881; † 1944)                   |                                         | 1926–1930         | |
| Herbert Freiherr von Richthofen (* 1879; † 1952)      |                                         | 1930–1936         | |
| Cécil von Renthe-Fink (* 1885; † 1964)                |                                         | 1936–1942         | seit 1940 Reichsbevollmächtigter                                                                                             |
| Deutsche Besatzung im Zweiten Weltkrieg               | Deutsche Besatzung im Zweiten Weltkrieg | 1940–1945         | |
| Werner Best                                           |                                         | 1942–1945         | Reichsbevollmächtigter |

### Botschafter der Bundesrepublik Deutschland

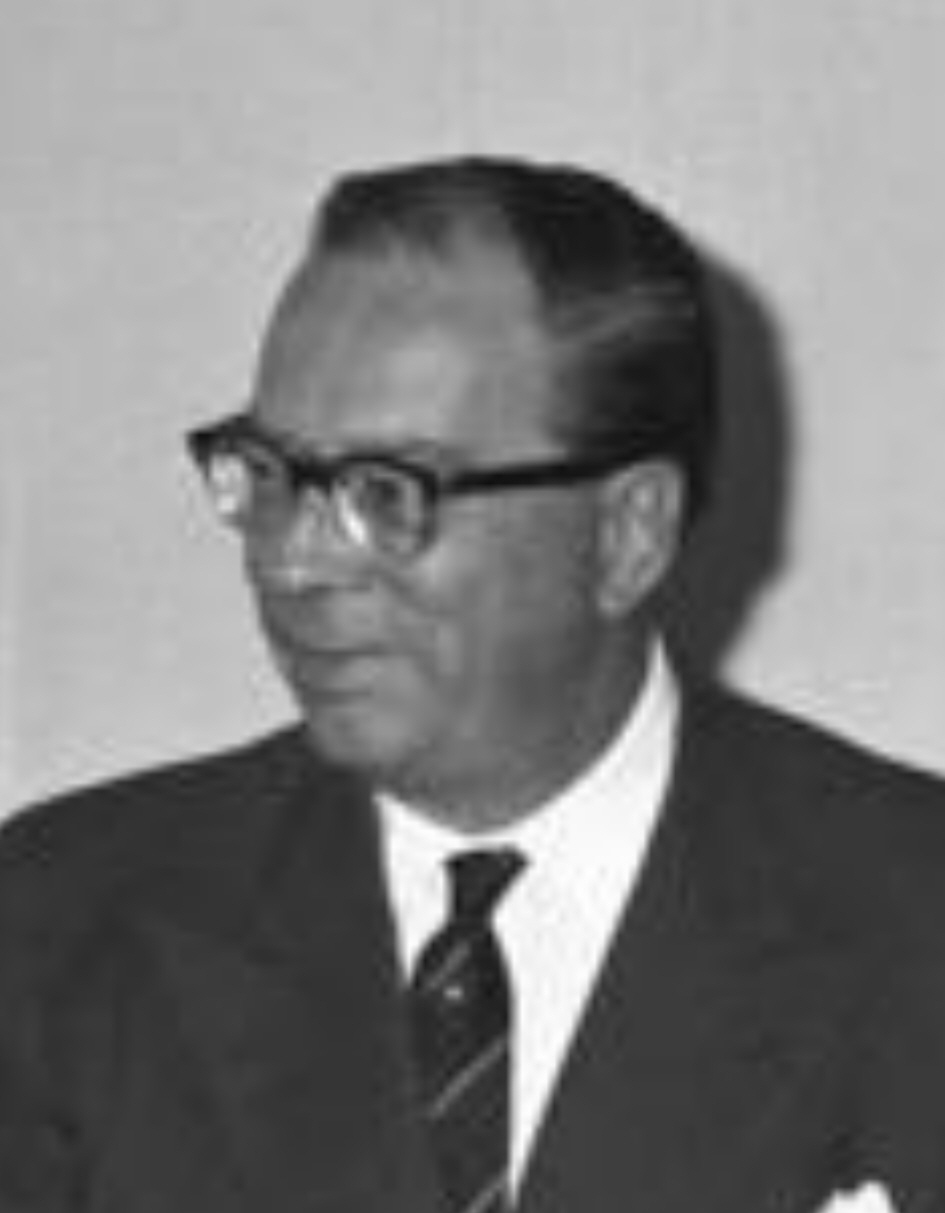
Georg Ferdinand Duckwitz

| Name                     | Amtszeit  | Anmerkungen                                              |
| ------------------------ | --------- | -------------------------------------------------------- |
| Wilhelm Nöldeke          | 1951–1954 | Seit Januar 1951 Generalkonsul, ab Juni 1951 Botschafter |
| Georg Ferdinand Duckwitz | 1954–1958 |                                                          |
| Gerhart Feine            | 1958–1959 |                                                          |
| Hans Berger              | 1959–1963 |                                                          |
| Friedrich Buch           | 1963–1966 |                                                          |
| Klaus Simon              | 1966–1970 |                                                          |
| Günther Scholl           | 1970–1973 |                                                          |
| Werner Ahrens            | 1973–1977 |                                                          |
| Harald Hofmann           | 1977–1981 |                                                          |
| Rudolf Jestaedt          | 1981–1986 |                                                          |
| Helmut Redies            | 1986–1987 |                                                          |
| Rüdiger von Pachelbel    | 1988–1991 |                                                          |
| Hermann Gründel          | 1991–1996 |                                                          |
| Johann Dreher            | 1997–2001 |                                                          |
| Johannes Dohmes          | 2001–2005 |                                                          |
| Gerhard Nourney          | 2005–2008 |                                                          |
| Christoph Jessen         | 2008–2011 |                                                          |
| Michael Zenner           | 2011–2014 |                                                          |
| Claus Robert Krumrei     | 2014–2017 |                                                          |
| Andreas Meitzner         | 2017–2019 |                                                          |
| Detlev Rünger            | 2019–2021 |                                                          |
| Pascal Hector            | 2021–2025 |                                                          |

## Gesandte deutscher Staaten vor 1871

### Preußische Gesandte
1656: Aufnahme diplomatischer Beziehungen
- 1748–1752: Friedrich Christian Hieronymus von Voß (1724–1784)
- 1814–1826: Wilhelm Heinrich Maximilian zu Dohna-Schlobitten (1773–1845)
- 1826–1830: Charles-Gustave de Meuron (1779–1830)
- 1830–1842: Atanazy Raczyński (1788–1874)
- 1842–1847: August Ludwig Schoultz von Ascheraden (1793–1859)
- 1847–1850: unbesetzt
- 1850–1854: Karl von Werther (1809–1894)
- 1854–1859: Alphonse von Oriola (1812–1863)
- 1859–1864: Hermann Ludwig von Balan (1812–1874)
- 1864–1878: Tassilo von Heydebrand und der Lasa (1818–1899)

Ab 1867: Gesandter des Norddeutschen Bunds, ab 1871: Gesandter des Deutschen Reichs (siehe oben)

### Sächsische Gesandte
1743: Aufnahme diplomatischer Beziehungen
- 1700–1703: Johann von Schade (–1703)
- 1705–1711: Ernst Christoph von Manteuffel (1676–1749)
- 1711–1711: Jost Friedrich von Arnstedt (1670–1711)
- 1714–1715: Heinrich Friedrich von Friesen (1681–1739)
- 1717–1720: Gottlob Hieronymus von Leipziger

...
- 1757–1768: Gustav Georg von Völkersahm (1712–1791)

...
- 1778-: Carl Heinrich von Schlitz genannt von Görtz (1752–1826)

...
- 1808–1815: Hans Rudolph August von Gersdorf (1767–1819)
- 1815–1836: Benedict Christian von Merbitz (1764–1837)

## Weblink
Webseite der Deutschen Botschaft Kopenhagen. Auswärtiges Amt, abgerufen am 5. September 2020.